# Hotel

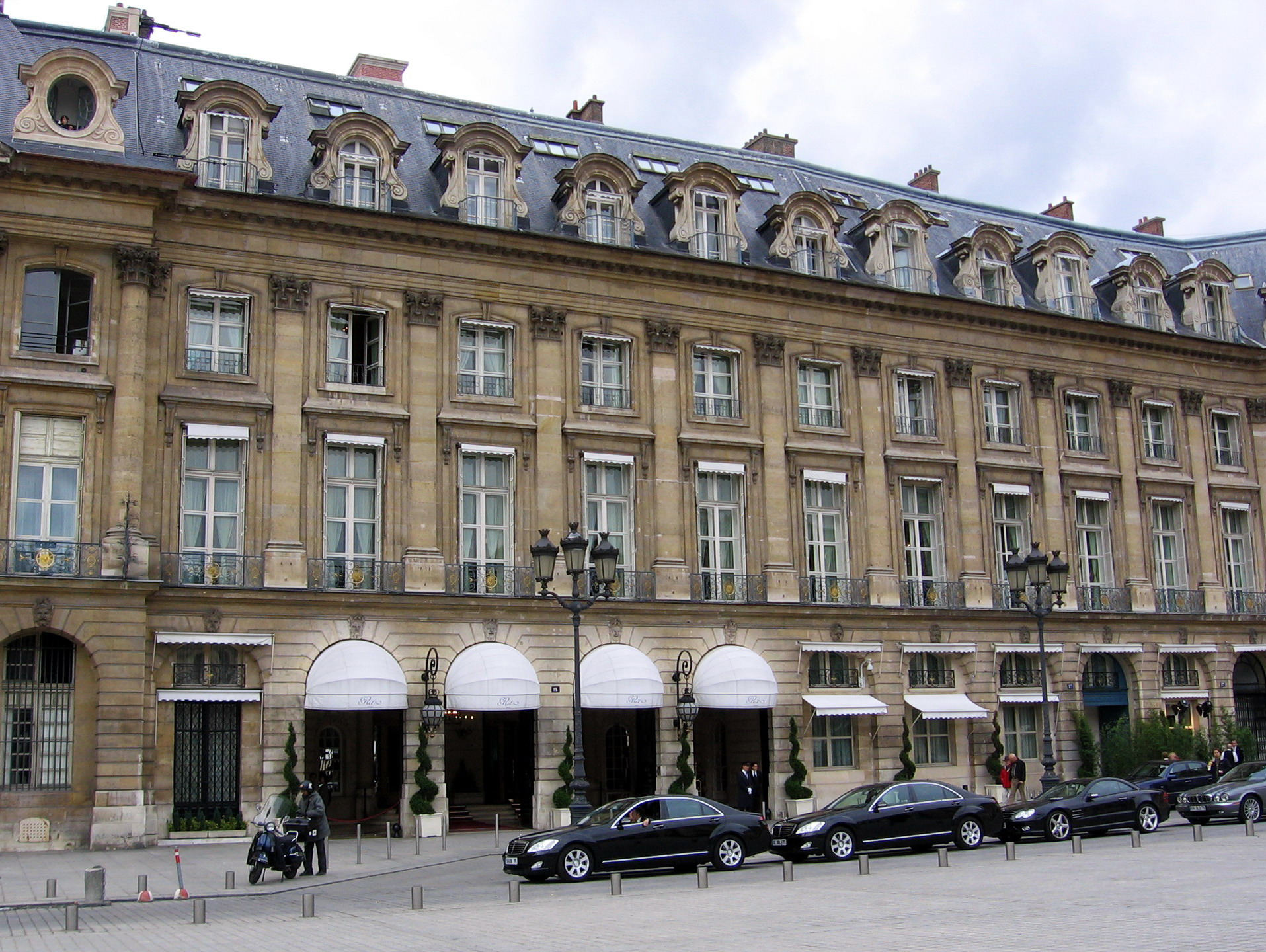
Das Pariser Hôtel Ritz

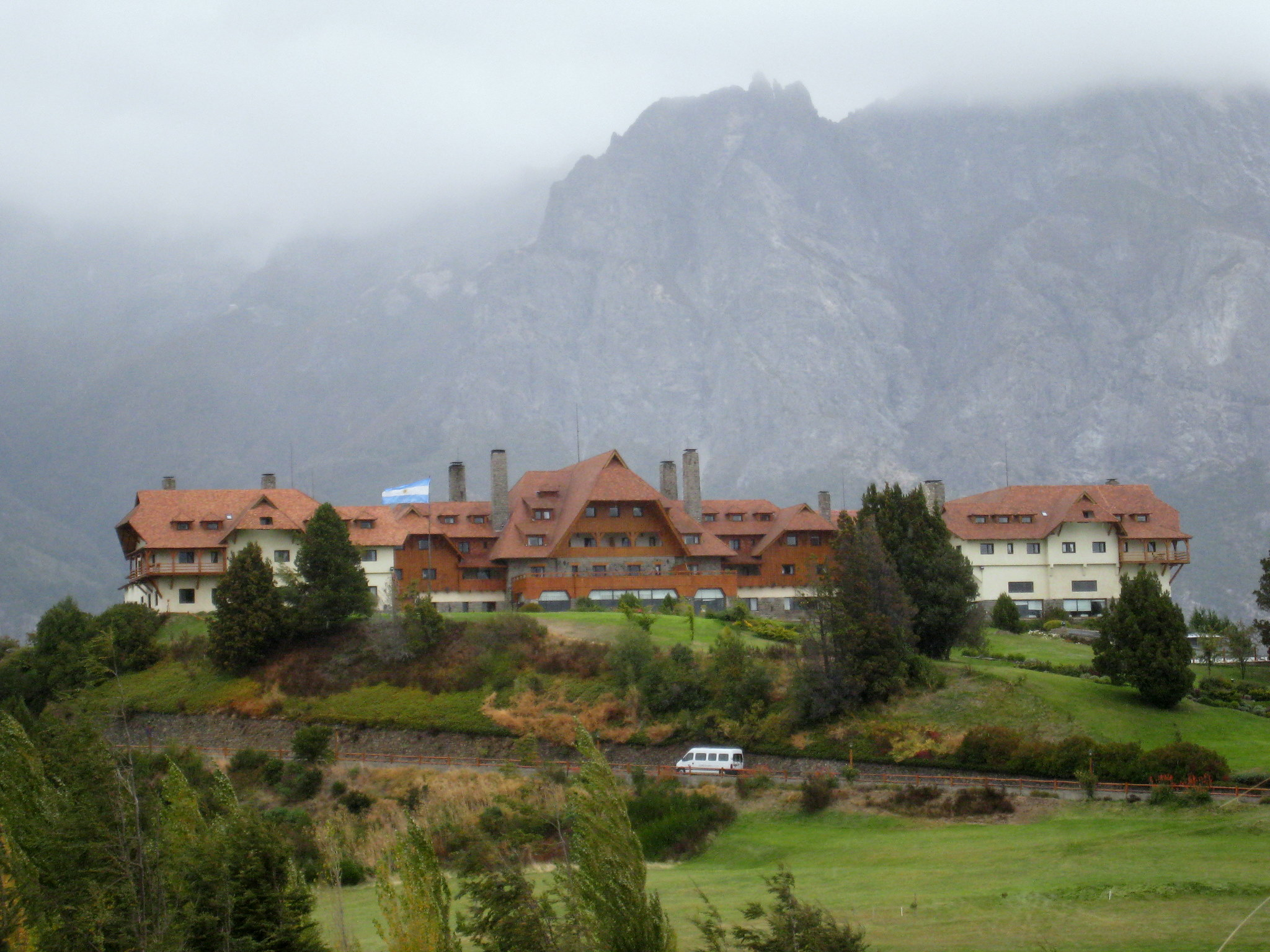
Hotel Llao Llao in Bariloche (Argentinien)

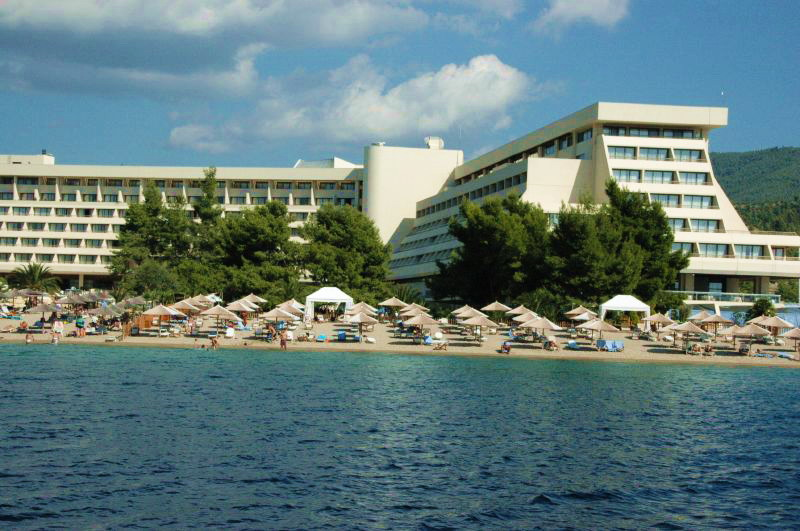
Porto Carras auf der Chalkidiki. Die Hotelanlage aus mehreren Einzelhotels wurde in den 1960er Jahren von Walter Gropius entworfen.

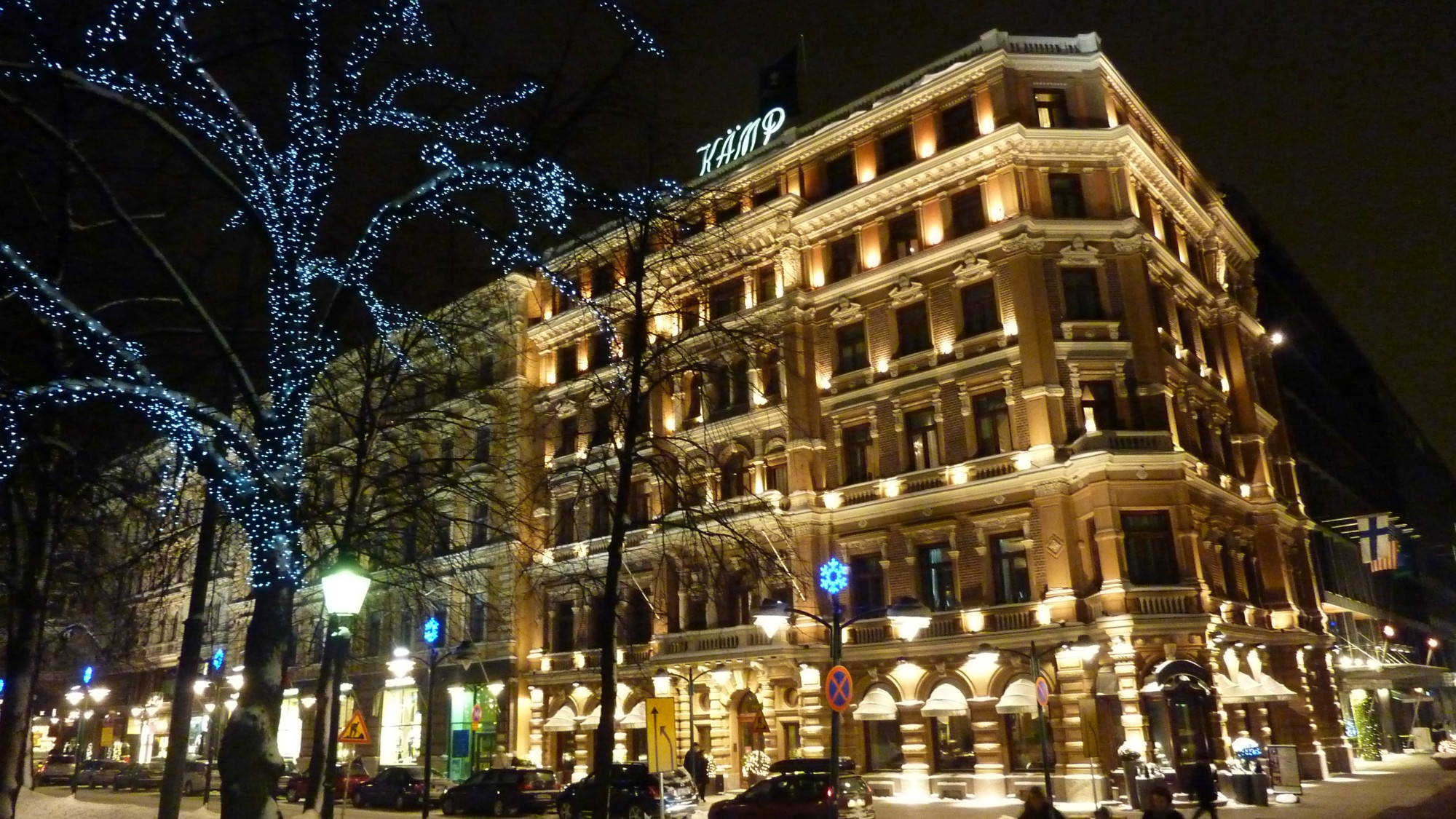
Hotel Kämp, ein historisches 5-Sterne-Grand-Hotel im Zentrum von Helsinki, Finnland

Ein Hotel ist ein Beherbergungs- und Verpflegungsbetrieb für Gäste gegen Bezahlung. Es ist ein touristisches, dem Hotel- und Gaststättengewerbe zuzuordnendes Unternehmen. Für die Branche gilt der Begriff Hotelgewerbe.

## Wortherkunft
Das um 1800 als Hotel entlehnte französisch hôtel für ‚Gaststätte‘ stammt aus mittelfranzösisch hostel, altfranzösisch (h)ostel (vergleiche auch frankoprovenzalisch ho(s)tel) und dieses wiederum aus lateinisch hospitale ‚Gästezimmer; (mittellateinisch) Herberge‘ (vergleiche das Wort Hospital). Das lateinische Wort ist wiederum abgeleitet von lateinisch hospes ‚Gast, Besucher; Fremder; Gastgeber‘, woraus, über altfranzösisch oste, französisch hôte ‚Gastgeber, Wirt‘ stammt. Mit französisch Hôtel für das Hôtel particulier bezeichneten sich im Frankreich des 17. Jahrhunderts die Stadthäuser des Adels. In der vorrevolutionären Zeit war das Stadtpalais des Grundherren das Verwaltungsgebäude seiner Besitzungen. Der Name geht im Französischen auf öffentliche Gebäude als Hôtel de ville (das „Rathaus“ im Deutschen) über. Die herrschaftlich-repräsentative Ausstattung der Stadtpalais entspricht der späteren Umwidmung auf Gästehäuser mit gehobenem Anspruch. Das Wort Hotel fand von Frankreich aus seinen Gebrauch in vielen Sprachen.

## Abgrenzung
Vom Hotelgewerbe im eigenen Sinne sind alle Einrichtungen der Hotellerie zu unterscheiden, die analoge Dienstleistungen anbieten, jedoch eines der zentralen Leistungsangebote eines Hotels anders gewichten. Dazu zählen insbesondere:
- Pension: eine Rezeption ist nicht durchgehend besetzt und oft besteht ein privater Rahmen, ähnlich einem Privatquartier
- Gasthof: Verpflegungsbetrieb mit Übernachtungsmöglichkeit
- Wohnheim: für spezifische Personengruppen (Lehrlings-, Ledigen-, Studentenwohnheim, Seniorenunterkunft), oft besteht kein weiterer Service
- Ferienwohnungen; sie gehören im weitergehenden Sinne ebenfalls zur Branche

Das Hotel steht insbesondere dem Gasthof nahe.

## Arten von Hotelunternehmungen

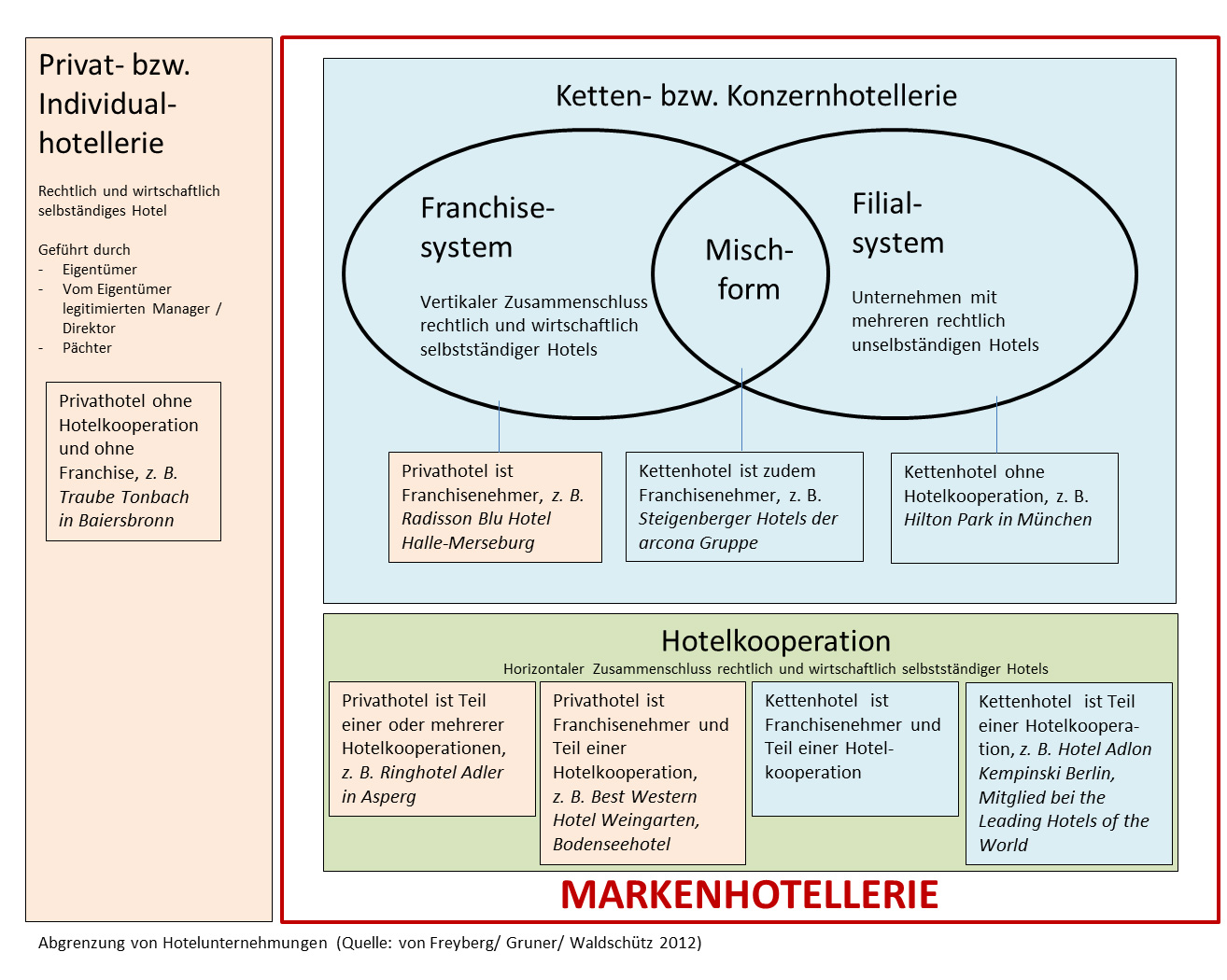
Abgrenzung von Hotelunternehmungen

In der Hotellerie können Privat- und Konzernhotellerie unterschieden werden. Privathotels sind rechtlich und wirtschaftlich selbständige Einzelhotels, in der Konzernhotellerie werden rechtlich unselbständige Hotels einer Kette von einem Konzern geführt. Privathotels ohne Kooperationen zählen zur Individualhotellerie. Gelegentlich schließen sich Privathotels Hotelkooperationen an, in der sämtliche beteiligten Hotels versuchen, den eigenen Nutzen zu steigern.
Darüber hinaus existieren Privathotels, die im Rahmen eines Franchisevertrages und des korrespondierenden einheitlichen Markenauftritts zu einer Hotelkette gehören. Sie bleiben dabei im Gegensatz zu Konzernbetrieben stets rechtlich und wirtschaftlich selbstständig. Sie müssen im Rahmen der vertikalen Integration den meist strengen Richtlinien des Franchisegebers Folge leisten. Markenhotellerie erscheint immer in Form von Hotelkonzernen oder -kooperationen.
Im deutschsprachigen Raum werden Privathotels größtenteils von den Eigentümern selbst geleitet. Daneben existieren managergeführte Häuser und Pachtbetriebe. Rechtsformen sind im Fall der Eigentümerführung die des Einzelunternehmens oder der GmbH.
Eine Abgrenzung innerhalb der Privathotellerie ist schwierig, da jedes Privathotel seine eigenen Besonderheiten hat. Sie unterscheiden sich Betriebsgröße, Standard, Angebotsalternativen, Ausstattung und Betriebsführung. Im Hinblick auf den Standort bestehen Unterschiede zwischen der privaten Stadt- und der privaten Land- oder Ferienhotellerie. Stadthotels sind meist managergeführt und werden in erster Linie als Übernachtungs- oder Tagungsmöglichkeit genutzt, typisch ist die kurze Aufenthaltsdauer. Private Land- oder Ferienhotels sind meist inhabergeführt und unterscheiden sich untereinander durch themenbezogene Serviceangebote. Zielgruppen sind dabei erholungs-, ruhe- oder sportinteressierte Gäste, die Buchungszahlen schwanken je nach Standort in der Jahreszeit.
In Europa ist im Hinblick auf die Anzahl an Betrieben vor allem die Privathotellerie charakteristisch, wohingegen der nordamerikanische Markt fast ausschließlich von der Kettenhotellerie geprägt ist.

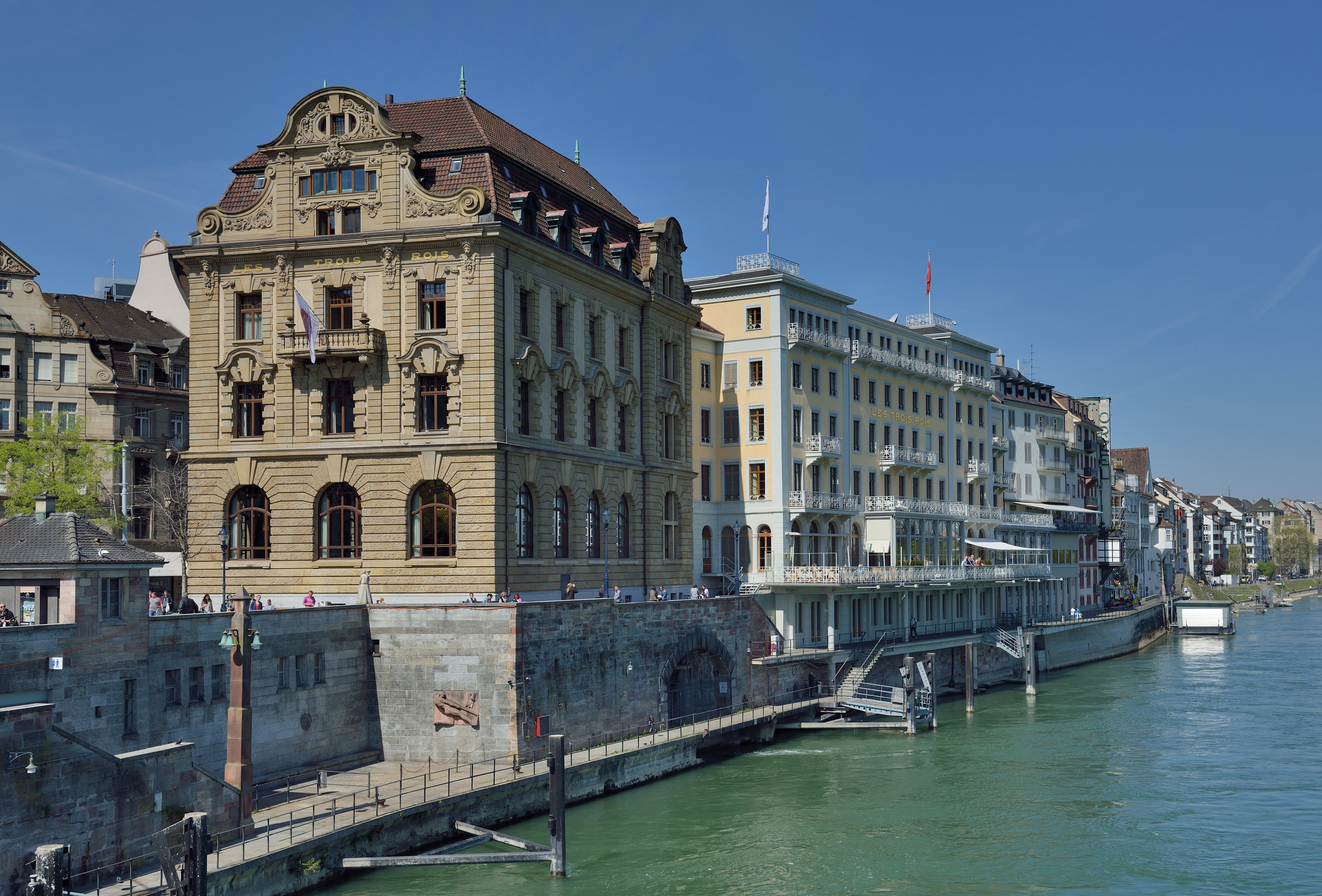
Das Hotel Les Trois Rois in Basel als eines der ältesten Hotels der Schweiz

## Geschichte des Hotelwesens
Das erste so bezeichnete Hotel der Welt eröffnete am 25. Januar 1774 als „Grand Hotel“ der Londoner Perückenmacher und Friseur David Low im Stadtteil Covent Garden in der King Street No. 43. Im Gegensatz zu den zuvor vorherrschenden Herbergen wartete jedes von Lows Zimmern mit Daunendecken, Wärmeofen und einem hölzernen Zuber für ein warmes Bad auf. Bis dahin gab es nur möblierte Zimmer oder mehr auf Verköstigung ausgerichtete Gastwirtschaften.
Seine Bedeutung erlangte das Hotel im Laufe des 19. Jahrhunderts, besonders in der Belle Epoque, wo im gründerzeitlichen Bauboom in ganz Europa sowohl in den Städten Repräsentativbauten im bürgerlich-unternehmerischen Umfeld entstanden als auch im Kurwesen, wo die großen, in oft entlegenen Gegenden errichteten monumentalen Berg- und Kurhotels von schlossartigem Charakter enorme gesellschaftliche Bedeutung gewannen. Dabei nahm die Bettenzahl beständig zu; Rekordhalter war lange das 1927 in Chicago eröffnete „Stevens“. Ausgehend von den USA entstanden vor allem nach dem Zweiten Weltkrieg Hotelketten, bei denen zum Teil Hunderte von weltweit verteilten Hotels unter einer gemeinsamen Hauptverwaltung stehen.
Die Geschichte des Hotelwesens wurde von der Geschichte des Tourismus (siehe z. B. Tourismus in Deutschland, Tourismus in Österreich, Tourismus in der Schweiz) geprägt. Der Tourismus (Geschichte des Reisens) wurde wiederum von der Entwicklung der Verkehrsmittel, speziell der Geschichte der Eisenbahn und der Geschichte des Automobils beeinflusst. Für die Neuzeit sind im europäischen Raum die Sozialgesetzgebung (Urlaub), der zunehmende Wohlstand vieler Bürger seit der zweiten Hälfte des 19. Jahrhunderts und das Bevölkerungswachstum von Einfluss (dazu Demografie Deutschlands, Demografie Österreichs, Demografie der Schweiz).

## Ausstattung eines Hotels
| Sterne                                                        | Benennung   |
| ------------------------------------------------------------- | ----------- |
| {\displaystyle \bigstar }                                     | Tourist     |
| {\displaystyle \bigstar \bigstar }                            | Standard    |
| {\displaystyle \bigstar \bigstar \bigstar }                   | Komfort     |
| {\displaystyle \bigstar \bigstar \bigstar \bigstar }          | First class |
| {\displaystyle \bigstar \bigstar \bigstar \bigstar \bigstar } | De Luxe     |

Die weitaus verbreitetste Hotelklassifikation ist der Hotelstern. Dieser wird national unterschiedlich gehandhabt, in Europa sind ein bis fünf Sterne üblich. Bewirbt sich ein deutsches Hotel bei der Dehoga um einen Hotelstern, so wird zwischen den fünf verschiedenen Klassifizierungsstufen unterschieden, der Zusatz „Superior“ ist jeweils möglich. Diese Stufen werden durch Zimmerausstattung und Service sowie zusätzlichen Angeboten des Hotels unterschieden. Ein Hotel verfügt mindestens über einen Empfang (Rezeption) und Zimmer zur Beherbergung mit Bett, Schrank, Tisch und Waschgelegenheit sowie einer Gastronomie, die mindestens ein Frühstück anbietet.
Größere Hotels haben einen Empfangs- und Aufenthaltsbereich (Lobby), mindestens ein Restaurant, eine Bar und, je nach Kategorie, Fitnessbereich mit oder ohne Schwimmbad, Garage und andere Einrichtungen. Auch die Ausstattung der Zimmer variiert. Oft sind Duschen, gelegentlich Badewannen anzutreffen. Weitere Ausstattungsmerkmale können ein Fernseher, Internetanschluss und Minibar sein.

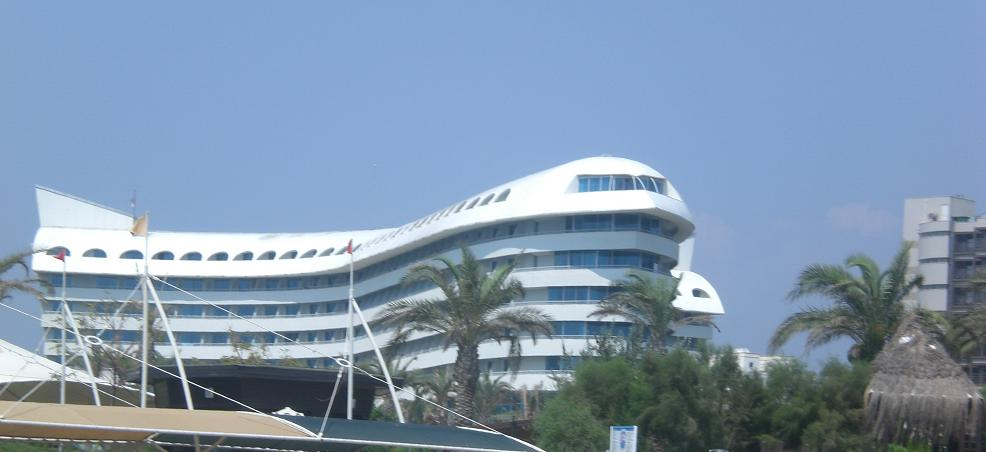
Hotel Concorde in Lara, Türkei

Hotels verfügen im Gegensatz zu Pensionen über eine Rezeption. Bei Hotels der De-Luxe-Kategorie (5 Sterne) muss die Rezeption rund um die Uhr besetzt sein. Es gibt Hotels in verschiedenen Preis- und Komfortklassen – je nach Land in eigenen Klassifizierungen für eine bestimmte Rubrik nach Hotelsternen kategorisiert. Einen weltweit einheitlichen Kriterienkatalog gibt es nicht. Grundsätzlich sind Ein-Sterne-Hotels sehr einfach ausgestattet, Fünf-Sterne-Hotels dagegen sind äußerst luxuriös, wobei sich die Bewertungsmaßstäbe von Land zu Land unterscheiden. In Deutschland orientieren sich die Sterne an verschiedenen Leistungs- und Ausstattungs- und Qualitätsmerkmalen, die der Deutsche Hotel- und Gaststättenverband (DEHOGA) festlegt.
Das an der Bettenzahl gemessene größte Hotel in Deutschland ist das Estrel in Berlin mit 1125 Zimmern, das größte weltweit ist das First World Hotel in Malaysia mit 7351 Zimmern. Das kleinste Hotel Deutschlands mit nur drei Zimmern ist das Hotel einschlaf in Wolfsburg. Die als luxuriösesten Hotels der Welt genannten Hotels mit sieben Sternen sind das Burj al Arab in Dubai und das Emirates Palace Hotel in Abu Dhabi, Vereinigte Arabische Emirate.
Das älteste Hotel Deutschlands ist das Pilgrimhaus in Soest, gegründet 1304. Das älteste Japans ist das Ryokan Nishiyama Onsen Keiunkan, gegründet 705, und das zweitälteste das Hōshi, gegründet 718.
Historisch verfügten bestimmte Hotels über Einrichtungen wie eine Hotelpost.

## Hoteltypologie

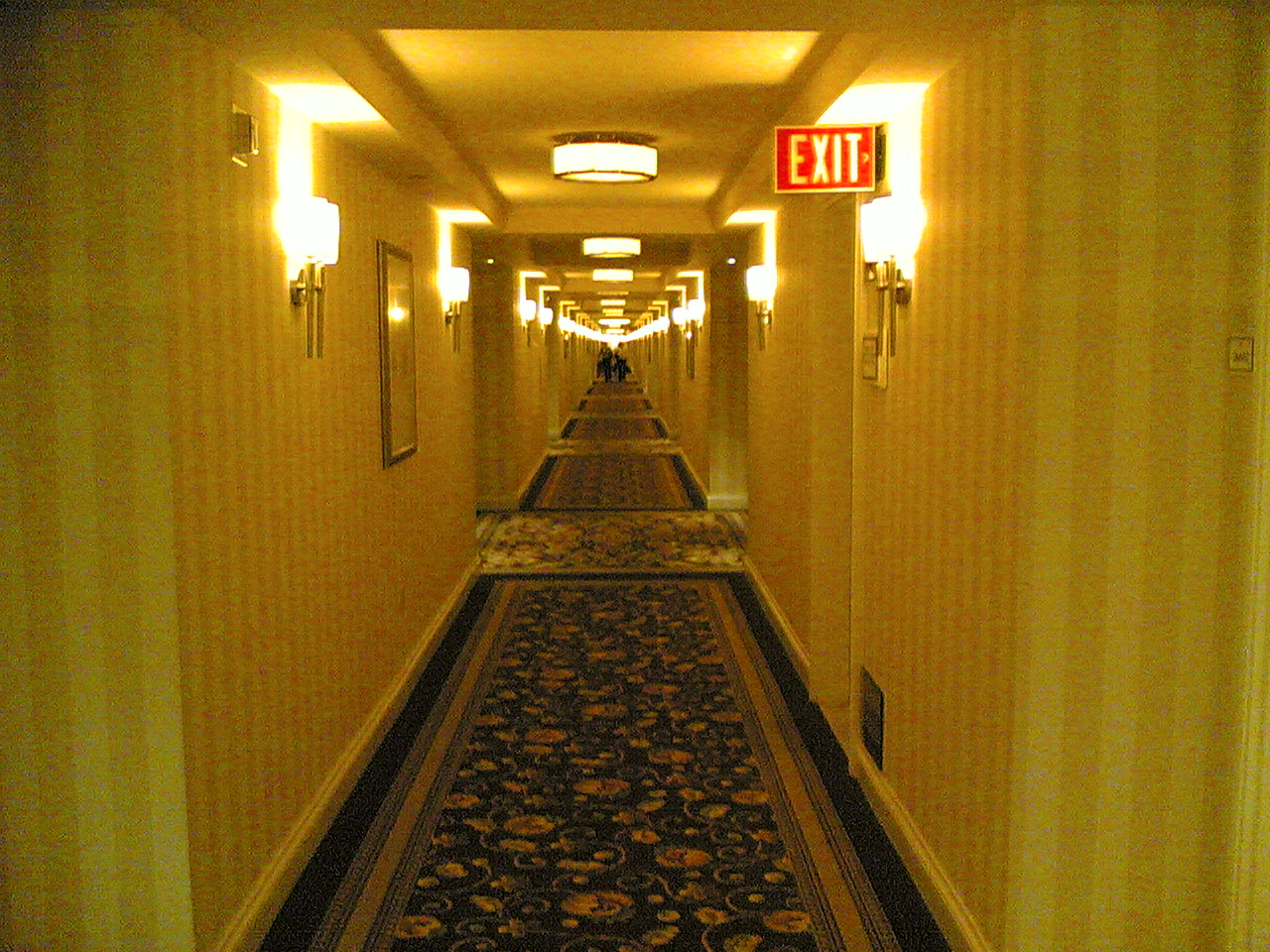
Langer Hotelflur im Bellagio am Las Vegas Strip

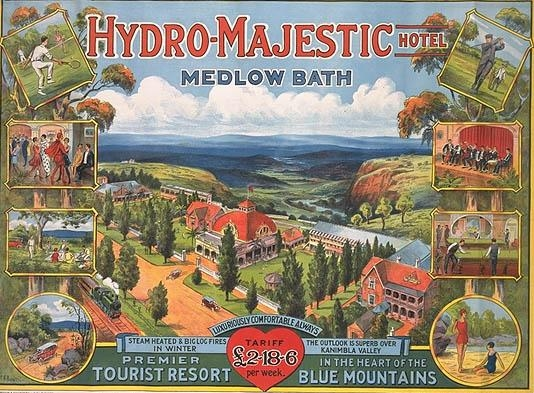
Hotelwerbung um 1900 (Australien)

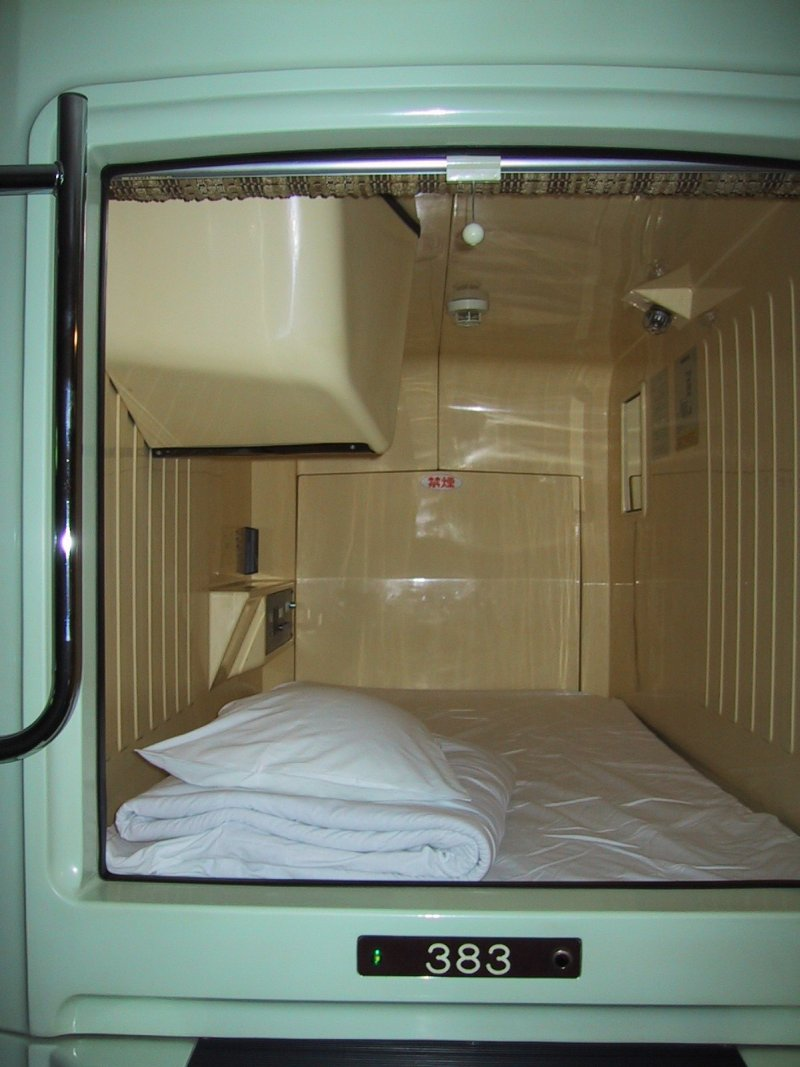
Schlafkabine in Osaka

Die Hotellerie deckt unterschiedliche Gästeansprüche ab. Hotels lassen sich neben Qualität und Umfang des Angebots (also nach Hotelsternen gegliedert) ebenso nach verschiedenen anderen Kriterien klassifizieren.

### Verpflegung, Service und Spezialleistungen
- Ein wesentliches Unterscheidungsmerkmal unter Hotels ist die Verpflegung. Vollpension umfasst als Leistung Übernachtung, Frühstück, Mittag- und Abendessen. Halbpension bietet neben dem Frühstück nur eine weitere Mahlzeit. Hotels, die nur Frühstück anbieten, werden als Hotel garni bezeichnet.
- Nach dem Aufenthaltszweck lässt sich eine andere Unterscheidung finden
  - Kur- und Wellness-Hotels (Spa),
  - Ferien- und Sporthotels sowie
  - Business-, Kongress- und Seminarhotels (englisch MICE ‚für Meetings, Incentives, Congress and Events‘).
  - Eine Sonderform stellen die Resorts dar.
  - Hotel-Casinos versuchen, Spieler anzuziehen, das größte der Welt ist das Venetian in Macau.
- Mobile Hotels siehe: Hotelbus

### Zielgruppen
- Nach Zielgruppe unterschieden gibt es
  - Kinder-,
  - Radfahrer- und
  - Nichtraucherhotels.
  - Pilgerhotels (Herbergen)
  - Frauenhotels sind exklusiv für Frauen, viele werden ausschließlich von Damen betrieben.
  - Wellness-Hotels
  - Pflegehotels sind ein vergleichsweise neues Angebot mit einem barrierefreien Urlaubsangebot für pflegebedürftige oder mobilitätseingeschränkte Menschen und ihre Angehörigen oder Pflegepartner.
- Nach der Reiseform unterscheidet man Hotels für
  - individuell reisende Gäste,
  - Hotels für Gruppenreisende und
  - Busreisehotels sowie
  - Hotels für Geschäfts-, Tagungs- und Messereisende (MICE-Sektor).

### Art der Wohneinheiten
Ein wichtiges Unterscheidungskriterium ist die Größe und Ausstattung der Wohneinheiten.
- Suiten-Hotels sind besonders in Nordamerika verbreitet, wie die Hilton-Marke Embassy Suites und
- Apartment-Hotels wie die Marriott-Marke Residence Inn.

Wohn- und Schlafbereich sind hier funktional getrennt, oftmals ist das Schlafzimmer ein separater Raum. In Suiten-Hotels enthalten die Wohneinheiten meist einen Kühlschrank, eine Mikrowelle und eine Kaffeemaschine, in Apartment-Hotels eine voll ausgestattete Küche. Aus Sicht des Hotelbetreibers ist ein Hotel mit großem Apartment-Anteil kostengünstiger, weil mit weniger Personal, zu betreiben und kann (in Österreich) auch in einem Wohngebiet errichtet werden.
Ein Kapselhotel ist eine relativ neue, besonders platzsparende Hotelform in Japan. Dabei wird auf Gästezimmer verzichtet, und die Gäste sind in wabenförmigen, übereinander gestapelten Kapseln untergebracht – nur liegend zu benutzen. Bäder oder Toiletten sind als Gemeinschaftseinrichtung vorhanden. In den meisten Kapselhotels gibt es darüber hinaus Gemeinschaftsräume zum Aufenthalt, ähnlich einem Fernsehzimmer. Trotzdem sind die Kapseln meist einzeln mit einem Fernseher in Augenhöhe ausgestattet, um ein Minimum an Beherbergungs-Komfort zu gewährleisten. Oft nutzen Geschäftsreisende oder Pendler Kapselhotels, die überwiegend – ähnlich einem Motel – an Verkehrsknotenpunkten liegen.
Auch am Donauradweg in Ottensheim wurde um 2008 eine minimalistische Schlafkabine für zwei Personen in Röhrenform auf einer Wiese errichtet, die online gebucht und dann mittels Nummerncode geöffnet werden kann.

### Lage
Zudem werden Hotels nach ihrer Lage typisiert.
- Nach ihrer Verkehrsanbindung gibt es Bahnhofshotels (beispielsweise die Intercity-Hotels in Deutschland) und Flughafenhotels. In vergangenen Zeiten wurden die Eisenbahnhotels genutzt.
- Motels liegen direkt an oder in unmittelbarer Nähe von wichtigen Straßenverbindungen und Autobahnen. Pro Gästezimmer steht mindestens ein Parkplatz zur Verfügung sowie 24 h Check-in-Möglichkeit. Motels werden aufgrund ihrer verkehrstechnisch günstigen Lage vermehrt als Durchführungsort von Seminaren, Konferenzen und Tagungen gewählt (MICE-Sektor). Die ersten Motels entstanden zu Beginn des 20. Jahrhunderts in den USA und sind an den langen Highways verbreitet.
- Nach der Umgebung besteht die Einteilung in
  - Stadthotels und
  - Landhotels sowie
  - Berg- und Alpenhotels,
  - See- und Strandhotels und
  - Parkhotels bei landschaftlich besonderer Lage.

### Themenhotels

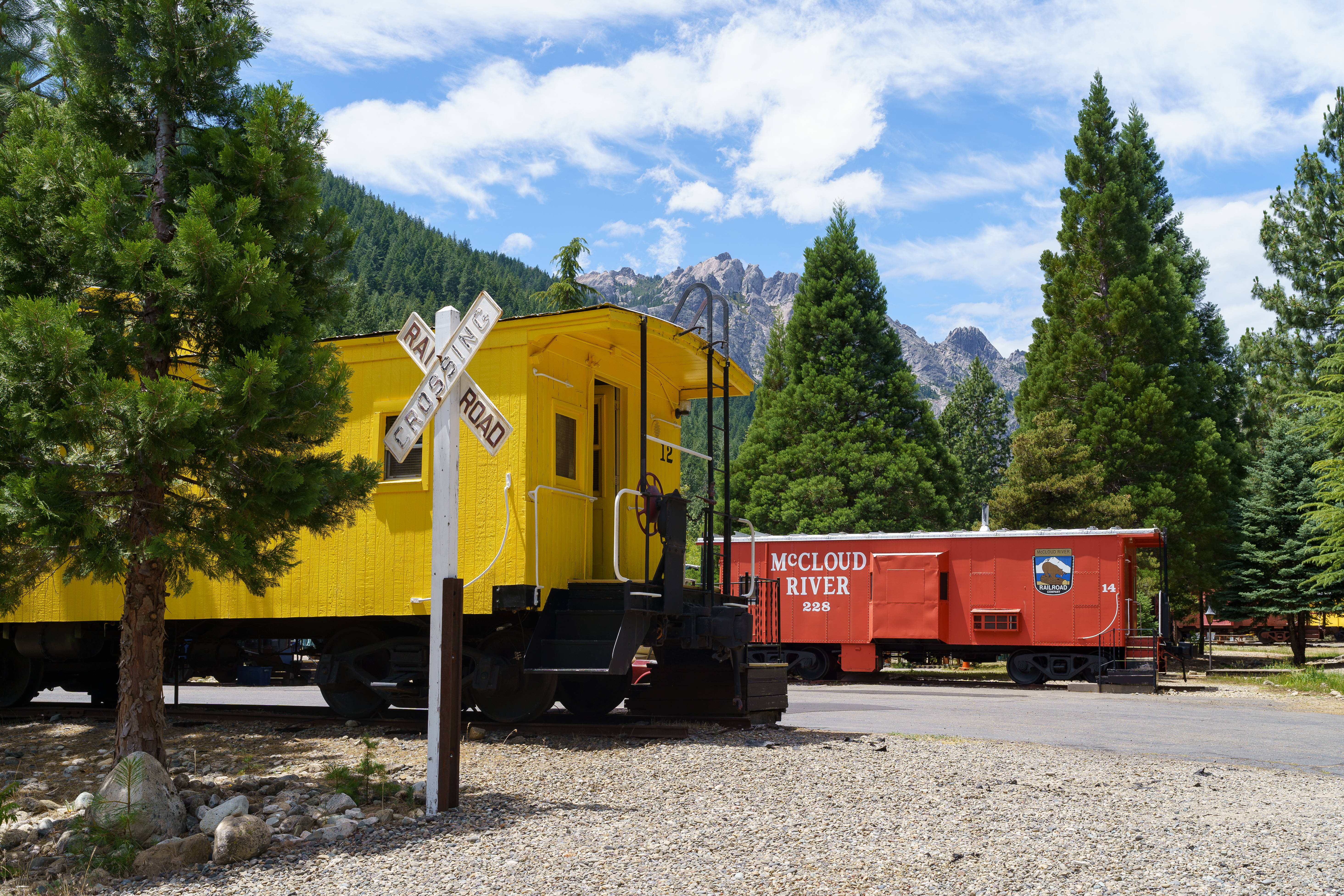
Ein Hotel bestehend aus alten Eisenbahnwagen in Nordkalifornien

Durch die Art des Baus oder des Standortes sind einige Hotels Attraktionen mit einem werbewirksamen Charakter.
- Baumhotels sind in Bäume gebaut, die ihnen als Trägerstruktur dienen. Einige Beispiele sind das Costa Rica Tree House im Gandoca-Manzanillo-Naturpark, Costa Rica; das Treetops Hotel in Aberdare-Nationalpark, Kenia und das Bayram’s Tree Houses in Olympos, Türkei.
- In Nax Mont-Noble, einem Schweizer Dorf in den Walliser Alpen, wurde im Oktober 2011 mit dem Bau des ersten Hotels aus Strohballen begonnen. Das Maya Guesthouse wurde genau ein Jahr später im Oktober 2012 eröffnet. Der Dämmwert der Wände und Decken ist so groß, dass es keine konventionelle Heizung benötigt, obwohl der Ort auf 1300 Metern Höhe liegt. Das Energiekonzept ist so angelegt, dass die überschüssige Wärme gespeichert wird und zum Erwärmen des Duschwassers verwendet wird.[9]
- Das Null-Stern-Hotel in Teufen AR in der Schweiz und die Concrete Mushrooms in Albanien sind ehemalige Atombunker, die zu Hotels umgebaut wurden.
- Einige Hotels beherbergen ihre Gäste unter Wasser, wie das Utter Inn im Mälarsee, in der Nähe von Västerås, Schweden. Das Hydropolis, ein Unterwasserhotelprojekt, das in Dubai schließlich nicht realisiert wurde, hätte seine Suiten auf dem Grund des Persischen Golfs gehabt. Dagegen verlangt das Jules Undersea Lodge in Key Largo, Florida, USA, den Tauchschein, um Zugang zu seinen Zimmern zu bekommen.
- Das Ice Hotel in Jukkasjärvi, Schweden, und das Hotel de Glace in Duschenay, Kanada, schmelzen jedes Frühjahr und werden im darauf folgenden Winter wieder aufgebaut. Das Mammut Snow Hotel in Finnland befindet sich innerhalb der Mauern der Schneeburg von Kemi. Das Lainio Snow Hotel ist Teil des Schneedorfes in der Nähe von Ylläs, Finnland.
- Ein Hotel, das in einem ehemaligen Gefängnis eingerichtet wurde, gilt als Gefängnishotel.
- Es gibt schwimmende Hotels, ein Ausdruck für Kreuzfahrtschiffe und Flussschiffe.
- Als fahrende Hotels werden Einrichtungen wie Schlafwagen und Rotels bezeichnet.
- Design- oder Boutique Hotels bieten gehobenen Lifestyle mit verschiedenen Kriterien hinsichtlich Architektur, Einrichtung und Service.

Es gibt außerdem Hotels, die im Angebot einzelne Themenzimmer besitzen.

### Weitere Kriterien
Die Betriebsgröße ist eine weitere Unterteilungs-Variante von Hotels:
- Kleinbetriebe: 20 bis 70 Betten
- mittelgroße Hotels mit 71 bis 150 Betten
- Großbetriebe mit mehr als 150 Betten

Hotelzimmer werden üblicherweise tageweise vermietet. In Stundenhotels sind Zimmer stundenweise mietbar. Sie werden von Personen genutzt, die sich für intime gewerbliche oder private Beziehungen zurückziehen möchten. Eine besondere Form stellen die japanischen Love Hotels dar, die dort Teil der modernen Alltagskultur sind. In Stundenhotels ist nicht unbedingt davon auszugehen, dass es ein Angebot an Speisen gibt. Nur wenige Stundenhotels, beispielsweise an Flughäfen, wenden sich an Reisende.

## Leistungen und Leistungsstellen, -bereiche

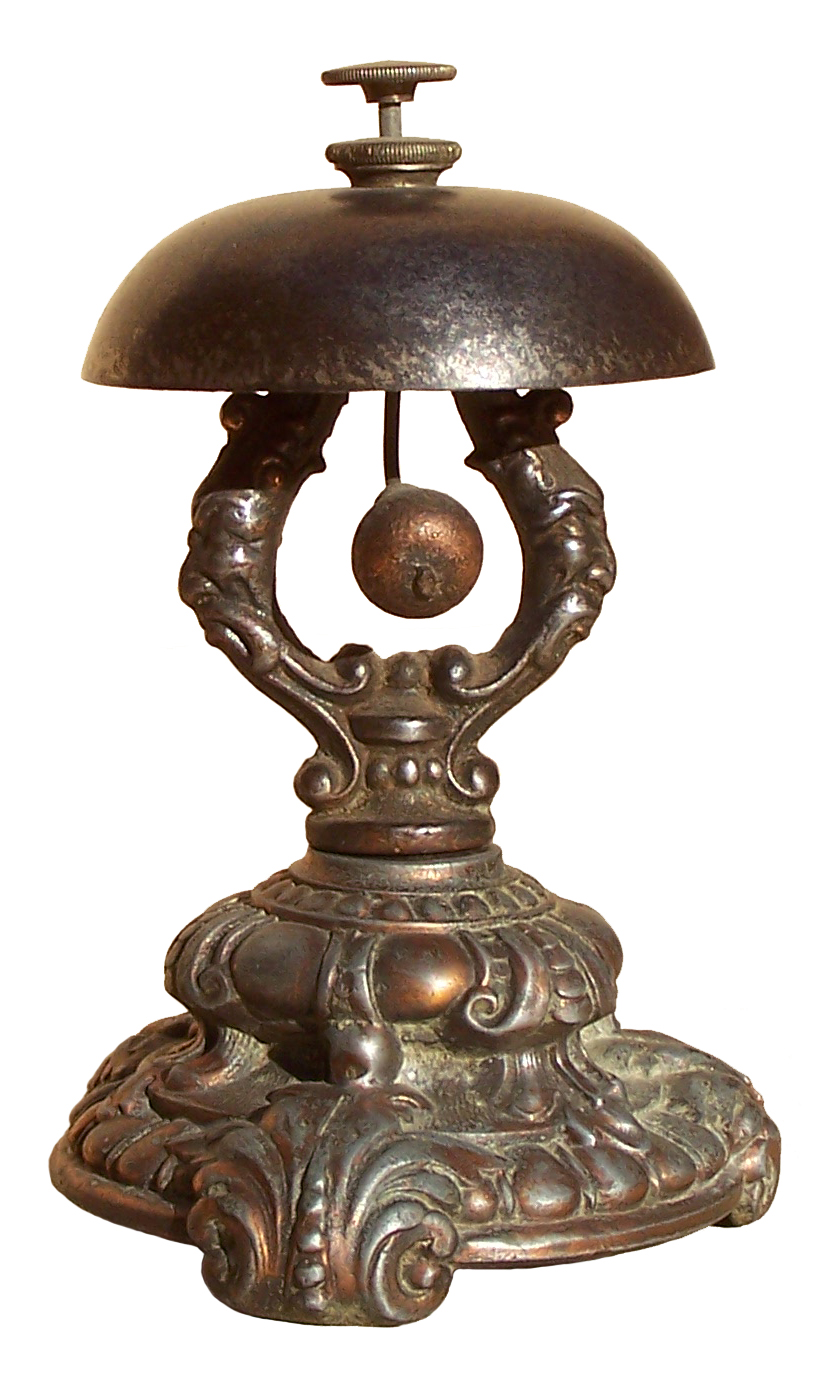
Antike Rezeptionsglocke am Hotelempfang

Ein Hotelbetrieb bietet definitionsgemäß als Hauptleistungen grundsätzlich Beherbergungsleistungen und Verpflegungsleistungen an. Man unterscheidet zwischen vier Leistungsstellen bzw. -bereichen:
- Das Logement (französisch Logis, englisch Rooms Division) umfasst Empfang, Hauswirtschaft und Reservierung.
- Zur Verpflegung (Wirtschaftsabteilung oder Food & Beverage (F&B) genannt) werden Küche, Restaurant, Bar, Etagenservice und Bankettservice gezählt.
- Die Logistik beinhaltet das Einkaufsbüro, die Warenkontrolle, die Lagerhaltung und das Magazin.
- Die Verwaltung besteht aus Direktion, Buchhaltung (Rechnungswesen), Controlling, Sekretariat, Marketing und Sales, Personalabteilung und schließlich Werkstätte und Unterhalt zusammen.

### Beherbergungsleistungen (Logement)

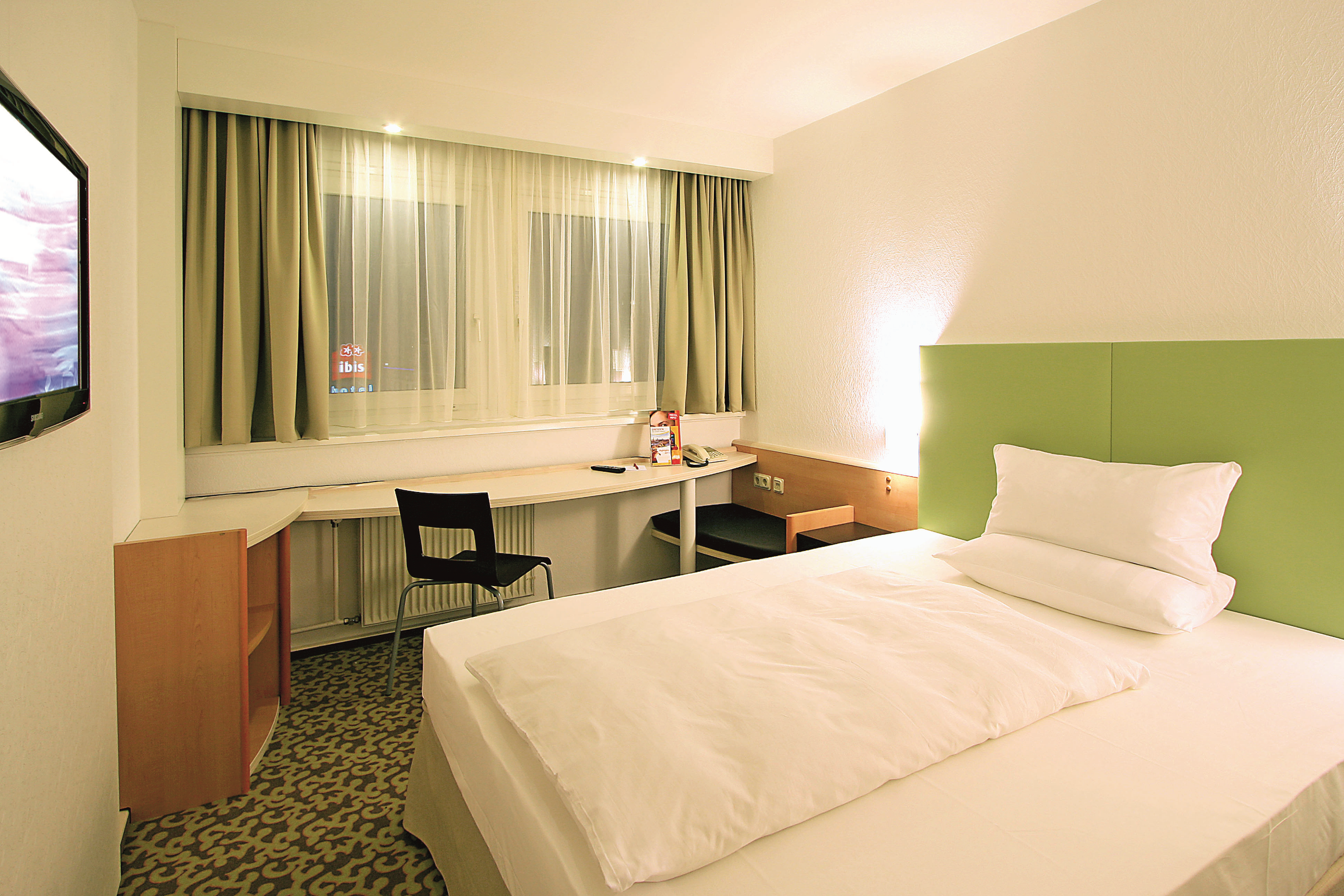
Typisches einfaches Einbett-Zimmer

Die Beherbergungsleistungen umfassen die Beherbergung im eigentlichen Sinne, d. h. den Aufenthalt in Zimmern, die meistens mit Betten ausgestattet sind. In diesen Leistungsbereich werden zudem die Reservierung, der Empfang, das Check-in und Check-out, Information, Kommunikation und Concierge eingeordnet.

### Verpflegungsleistung
Die zentrale Verpflegungsleistung ist das Frühstück. Je nach Kategorie können weitere Verpflegungsleistungen angeboten werden.
- Küchenleistungen sind die Zimmerspeisekarte (im Rahmen des Zimmerservices), Verpflegung gemäß Halb- oder Vollpension, Essen à la carte, Snacks, Desserts und Kuchen, sowie warme Getränke wie Kaffee, Tee, alkoholfreie Getränke.
- Zu den Kellerleistungen werden das Angebot an Weinen, Bieren, Spirituosen und sonstigen alkoholischen Getränken sowie die alkoholfreien Getränke gerechnet.
- Barbetrieb (ohne Service) und der Bankettservice (Service geschlossener Veranstaltungen im Hause, zunehmend außer Haus) ist ein weiterer wichtiger Bestandteil in Hotels der entsprechenden Kategorie und Nutzung.

### Nebenleistungen
Neben diesen Hauptleistungen bieten Hotels oft zahlreiche weitere Nebenleistungen an, wie
- Telefon/Fax, Internetanschluss, Fernsehen, Pay-TV, Minibar, Radio, Safe/Tresor, Videos
- Wäschereinigung, Bademäntel, Badeartikel
- Room Service, Weckdienst, Schuhputzautomaten.
- Wellness-Angebote,
- Vermietung von Tagungsräumen,
- Garagenbenutzung, Parkplätze, Gästetransfer, Gepäcktransport,
- Animationsprogramme,
- Ticketvermittlung, Ausflüge, Sonnenschirme und Liegestühle,
- Shopping, Boutiquen, Coiffeur, Business-Center,
- Bootsanlegestelle, Pool, Fitness, Sportgeräteverleih

### Leitung

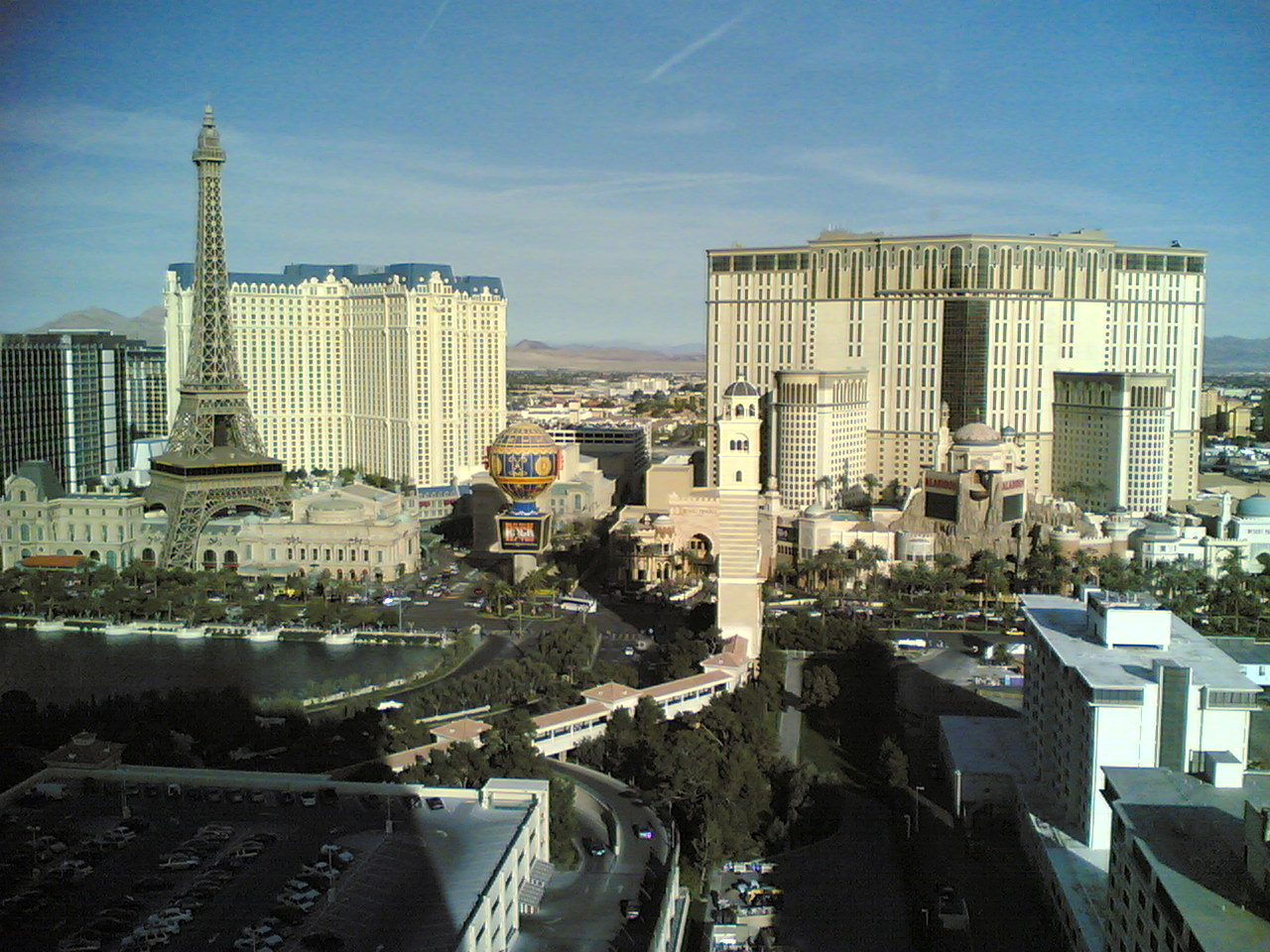
Hotel Paris und rechts das ehemalige Aladdin (jetzt Planet Hollywood) am Las Vegas Strip

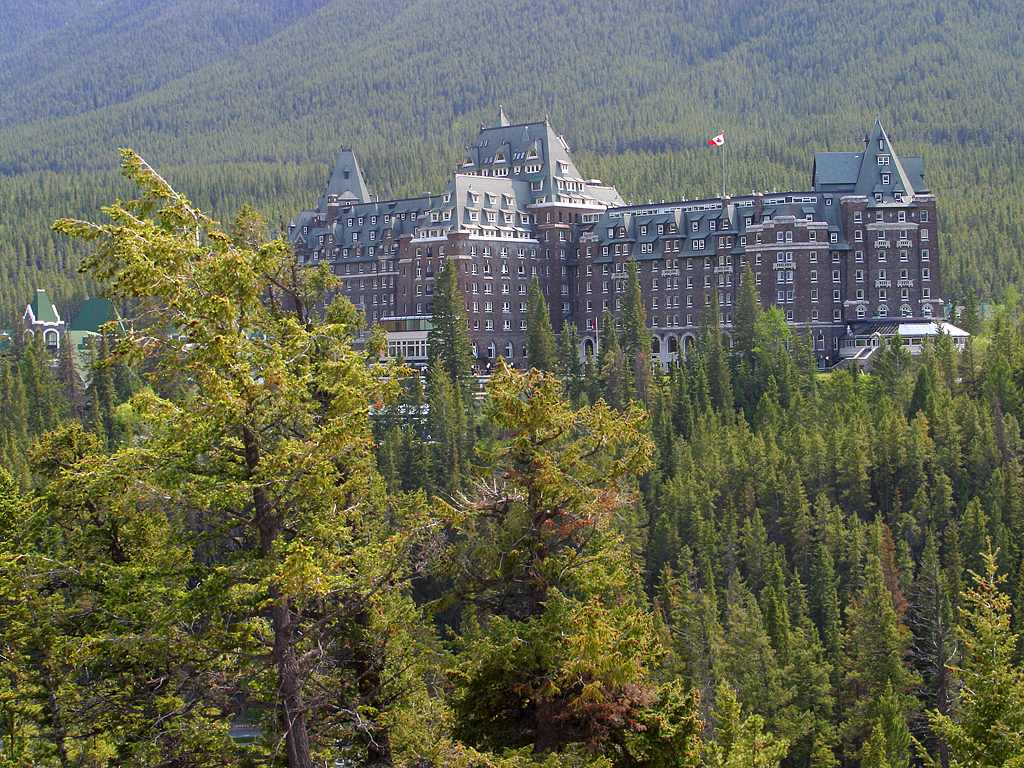
Banff Springs Hotel in Alberta

Die Leitung eines Hotels hat ein gefächertes Aufgabengebiet. Hierbei unterscheiden sich kleine wesentlich von mittelständischen oder großen Kettenhotels. Der Hoteldirektor muss vielfältige Kenntnisse einbringen: von Marketing über betriebswirtschaftliches Controlling bis zur Gästebetreuung. Er sollte einen rentablen Betrieb führen. Eine zweite, zur Entlastung beitragende Führungsebene ist selten in kleineren Hotels verfügbar. In jedem größeren Hotel (ab ungefähr 55 Zimmern) gibt es einen Assistenten. Er hat die Aufgabe, die kleineren Situationen ohne den Direktor zu lösen. In großen Hotels (ab 100 Zimmer) hat der Direktor im Normalfall noch einen Stellvertreter. Der beaufsichtigt Personal, Einkauf und einen Großteil der Verwaltung. Alle wichtigen Entscheidungen laufen über den Tisch des Hoteldirektors.

## Gäste
Der Hotelier muss keine Buchungen bestätigen, sondern genießt Vertragsfreiheit. Wenn ein Gast nicht erwünscht ist, kann er diesem laut Bundesgerichtshof die Aufnahme verweigern. Bestätigt der Hotelier eine Buchung, ist er an sie gebunden.
Vormals gab es – zumindest für gehobene Hotels – ungeschriebene Regeln zur erforderlichen Kleidung der Gäste. Dieser Kleiderzwang ist im deutschsprachigen Raum nicht mehr üblich; in anderen Ländern jedoch gibt es Regeln – teils ungeschrieben, teils explizit ausgesprochen.
Beispielsweise bedeutet „Casual“ im englischsprachigen Ausland legerer Freizeitstil (ausgenommen offene „Latschen“, ärmellose Hemden und ähnliches). „California casual“ setzt so gut wie keine Grenzen. „Informal“ meint „ohne Krawatte“. „Formal“ heißt in großen Häusern (wie beispielsweise im Mandarin Oriental in Hongkong) für den Herrn wenigstens ein Sakko (besser ein vollständiger Anzug) sowie Krawatte oder Schleife.

## Hotelbuchung
Deutschlandweit wird etwa die Hälfte der Buchungen mit steigender Tendenz im Internet getätigt, wobei der Firmenkundenbereich große Bedeutung hat. Alleine HRS erreicht zusammen mit hotel.de einen Marktanteil von etwa zwei Dritteln. Dieser Trend hat dazu beigetragen, dass die Preise in einer margenschwachen und von Verdrängungswettbewerb bestimmten Branche jahrelang konstant blieben, was die Ertragslage der Hotels schwächt. Hier ist die Preisentwicklung in Deutschland anders als in Vergleichsländern.
Auf dem Weltmarkt gilt die Volksrepublik China neben Osteuropa als Wachstumsmarkt. In China buchen bereits 30 Millionen Kunden online.

## Hotelnamen
Nach einer Auswertung von Trivago ist der Hotelname zur Post 146-mal im deutschsprachigen Raum anzutreffen und damit der häufigste Hotelname. Der Name geht auf viele traditionelle Poststationen der Pferdekutschenzeit zurück. Mit 85 Hotels ist Krone deutschlandweit auf Platz 2. Der Hotelname Linde ist mit 73 benannten Häusern auf dem dritten Platz. Weitere häufige Hotelnamen in Deutschland und dem deutschsprachigen Raum sind Adler (Schwarzer Adler), Hirsch, Löwe (Goldener Löwe), Sonne, Central, Deutsches Haus, Zum Grünen Baum. Für Großbritannien wurden mehr als 500 Red Lions ermittelt, gefolgt von Crown (über 400-mal), White Hart und White Horse, sowie die Royal Oak. Im Alpenraum sind es Alpenrose und Rössl, einschließlich Rössli. Die Namen gehen auf das Traditionelle zurück und dies ist der oft werbewirksame Name des bestehenden Hause, auch wenn sich das Angebot und die Ausstattung änderte.